# Ruth Kiew

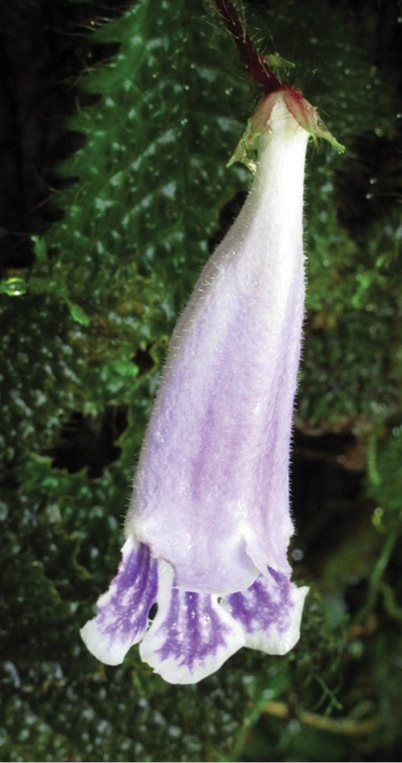
Una flor de Ridleyandra chuana, especie descrita por Kiew en 2013

Ruth Kiew (5 de marzo de 1946) es una botánica británica, que ha trabajado muchísimo en Malasia. Es la encargada del herbario y biblioteca del Jardín Botánico de Singapur, y una de las grandes expertas mundiales en begonias tropicales.
Realizó estudios en la Universidad de Cambridge. Desarrolla actividades académicas en el Departamento de Biología, de la Universidad Pertanian de Malasia.

## Algunas publicaciones

### Libros
- 2010. Flora of Peninsular Malaysia: Series II: seed plant. Malayan forest records 49. Editor Forest Research Institute Malaysia, ISBN 9675221321
- 2000. Thuc Vat Tu Nhien o Vinh Ha Long. Con Nguyen Tien Hiep, Wendy Gibbs. Editor Thanh Nien Publ. House, 43 pp.
- 1995. The Taxonomy and Phytochemistry of the Asclepiadaceae in Tropical Asia: Proceedings of BOTANY 2000 ASIA International Seminar and Workshop, Malacca, junio 1994. Editor The Herbarium, Dep. of Biology, Univ. Pertanian Malaysia & BOTANY 200 ASIA, 102 pp.

### Como editora
- 2012. Wild Orchids of Peninsular Malaysia. Con Peter O'Byrne, Sze Yee Wendy Yong, Leng Guan Saw. Fotos de Poh Teck Ong. Ed. MPH Group Publish. 196 pp. ISBN 9674150765, ISBN 9789674150761

## Honores
Miembro de
- Royal Geographical Society

- Medalla David Fairchild por Exploración botánica, del National Tropical Botanical Gardens[1][3]

## Eponimia
- (Gesneriaceae) Ridleyandra kiewii (Kiew) A.Weber[4]